# Napeogenes gryne
Napeogenes gryne är en fjärilsart som beskrevs av Ferreiar D'almeida 1951. Napeogenes gryne ingår i släktet Napeogenes och familjen praktfjärilar. Inga underarter finns listade i Catalogue of Life.